# Serencza
Serencza –  łemkowski zespół folkowy, utworzony w Gorlicach w 1997. Założycielami byli: Roman Korbicz, Piotr Kwoka i Mirosław Trochanowski.
W twórczości Serenczy muzyka łemkowska przeobraża się we współczesny, aczkolwiek wciąż akustyczny, folk. Nowe aranżacje, czasem przesiąknięte klimatami z innych stron świata, sprawiają, że tradycyjne pieśni i tańce stają się bardziej atrakcyjne dla współczesnego słuchacza.
Aktualny skład zespołu
- Mirosław Bogoń (gitara, akordeon, wokal),
- Roman Korbicz (mandolina, kontrabas, wokal, grzebień, trąbka),
- Stanisław Gurba (skrzypce),
- Krzysztof Mika (instrumenty perkusyjne),
- Eugeniusz Korbicz (wokal, instrumenty przeszkadzające, sopiłki, klarnet, birnbaum, drumla),
- Ewa Łuczejko (wokal),
- Iwona Korbicz(wokal),
- Mirosław Dziubina (kontrabas, wokal),
- Łukasz Rajczak (sopiłki, flety, wokal)

Byli członkowie Serenczy
- Łukasz Dembski,
- Demko Trochanowski,
- Jakub Dziubyna,
- Anna Drejowicz,
- Sławomir Trochanowski,
- Marta Korbicz,
- Halina Czerhoniak,
- Joanna Michniak,
- Anna Hończak,
- Mirosław Kawa,
- Daniel Gałczyk,
- Susanna Jara

## Dyskografia
- „Pid obłaczkom” (2004)
- „Zelenym hadwabom” (2007)